# Replay (Moran)
Replay è un album della rock band visual kei giapponese Moran. È stato pubblicato il 3 luglio 2009 dalla label indie CLJ Records per il solo mercato europeo.

## Il disco
Si tratta di una compilation speciale realizzata per il solo mercato occidentale e composta dai brani originariamente contenuti in quattro singoli (a-side e rispettiva b-side e videoclip) usciti in Giappone. L'album si compone di due dischi, un CD per le canzoni (di cui alcuni titoli sono stati tradotti in inglese) ed un DVD per i PV, raccolti in confezione jewel case. I brani sono presentati in ordine diverso rispetto a come apparivano in Giappone e leggermente remixati.

## Tracce
Dopo il titolo è indicata fra parentesi "()" la grafia originale del titolo.
1. Hitomi e Velo – Element (tratta da Element) – 3:57
2. Hitomi e Zill – Hameln (ハーメルン?, Haamerun) (tratta da Element) – 4:24
3. Hitomi e Zill – Sea of fingers (tratta da Mokka no nukarumi) – 4:17
4. Hitomi e Zill – Helpless (tratta da Helpless) – 4:23
5. Hitomi e Velo – Tonight, at the seaside without the moon (今夜、月のない海岸で?, Konya, tsuki no nai kaigan de) - (tratta da Helpless) – 3:16
6. Hitomi e Soan – Trace and Canvas (痕跡とキャンバス?, Konseki to Kyanbasu) (tratta da Mokka no nukarumi) – 5:46
7. Hitomi e Zill – Mokka no nukarumi (目下の泥濘?) (tratta da Mokka no nukarumi) – 4:23
8. Hitomi e Zill – LOSERS' THEATER (LOSERS'THEATER?) (tratta da Kimi no ita gosenfu) – 3:59
9. Hitomi e Velo – Party Monster (tratta da Element) – 3:58
10. Hitomi e Zill – Cactus (カクタス亜科?, Kakutasu aka) (tratta da Kimi no ita gosenfu) – 3:33
11. Hitomi e Soan – Flower Bed (tratta da Helpless) – 3:48
12. Hitomi e Velo – Kimi no ita gosenfu (君のいた五線譜?) (tratta da Kimi no ita gosenfu) – 4:59

### DVD
1. Kimi no ita gosenfu (君のいた五線譜?); videoclip
2. Helpless (Helpless?); videoclip

## Formazione
- Hitomi - voce
- Velo - chitarra
- Zill - basso
- Soan - batteria